# Helvick Head SAC
Helvick Head SAC este o arie protejată (arie specială de conservare — SAC, sit de importanță comunitară — SCI) din Irlanda întinsă pe o suprafață de 203,47 ha, integral pe uscat.

## Localizare
Centrul sitului Helvick Head SAC este situat la coordonatele 52°02′53″N 7°32′31″W / 52.0481°N 7.541885°V.

## Înființare
Situl Helvick Head SAC a fost declarat sit de importanță comunitară în februarie 2003 pentru a proteja 6 specii de animale. Situl a fost protejat și ca arie specială de conservare în noiembrie 2017.

## Biodiversitate
Situată în ecoregiunea atlantică, aria protejată conține 2 habitate naturale: Faleze cu vegetație de pe coastele atlantice și baltice, Pajiști uscate europene.
La baza desemnării sitului se află mai multe specii protejate de  păsări (6): alca (Alca torda), șoim călător (Falco peregrinus), Fulmarus glacialis, Pyrrhocorax pyrrhocorax, Rissa tridactyla, Uria aalge.
Pe lângă speciile protejate, pe teritoriul sitului au mai fost identificate 5 specii de păsări.